# Федосово (Череповецкий район)
Федосово — деревня в Череповецком районе Вологодской области на реке Соренжа.
Входит в состав Коротовского сельского поселения, с точки зрения административно-территориального деления — в Коротовский сельсовет.
Расстояние до районного центра Череповца по автодороге — 79 км, до центра муниципального образования Коротово по прямой — 7 км. Ближайшие населённые пункты — Паршино, Заречье, Дуброво.
По переписи 2002 года население — 16 человек.